# Casabianca (film)
Casabianca – francuski film wojenny z 1951 roku w reżyserii Georges’a Pécleta. Zdjęcia kręcono w Tulonie i Algierze.

## Opis fabuły
Film opowiada prawdziwą historię francuskiego okrętu podwodnego „Casabianca” pod dowództwem komandora podporucznika (capitaine de corvette) Jeana L’Herminiera. 27 listopada 1942 „Casabianca” ucieka z Tulonu, jego załoga woli kontynuować walkę u boku aliantów niż podzielić los pozostałych w bazie okrętów które dokonały samozatopienia. Po dotarciu do Algieru, „Casabianca” bierze udział w zaopatrywaniu korsykańskich maquis oraz w wyzwoleniu Korsyki.

## Obsada
- Pierre Dudan: sierżant Tony Luccioni
- Gérard Landry: porucznik Delac
- Jean Vilmont: Marac, główny mechanik
- Alain Terrane: Mistral
- Jean Vilar: komandor podporucznik L’Herminier
- Paulette Andrieux: Maria
- Michel Vadet: kapitan Le Gallec
- Alan Adair: porucznik Dudley
- Jean Marchand: Landau
- Paul Mesnier: admirał
- Georges Péclet

## Ciekawostka
„Casabiankę” na planie filmowym zastąpił okręt tego samego typu, „Glorieux”.